# Ностиц, Август Людвиг Фердинанд фон
Граф Август Людвиг Фердинанд фон Ностиц (1777—1866) — прусский генерал от кавалерии, дипломат из рода Ностицев.
В военную службу вступил в 1802 году. В 1806—1807 годах участвовал в войне с Францией. Из-за несогласия с политикой примирения с Францией в 1810 году вышел в отставку.
В 1813 году, после вступления Пруссии в Шестую коалицию, Ностиц вернулся в строй и поступил штабс-капитаном в Силезский уланский полк. Блестяще проявив себя в сражении при Бауцене, Ностиц был награждён австрийским орденом Марии Терезии и назначен адъютантом Блюхера. В кампании 1815 года он принимал участие в сражениях при Линьи и Ватерлоо.
В 1819 году Ностиц был назначен флигель-адъютантом и командиром гвардейского гусарского полка, с 1822 года командовал 2-й гвардейской кавалерийской бригадой. В 1825 году произведён в генерал-майоры. В 1829 г., несмотря на солидный возраст, связал себя узами брака с дочерью своего бывшего командира князя Гацфельдта.
Во время русско-турецкой войны 1828—1829 годов Ностиц состоял при штабе русской армии на Балканах и принимал участие в сражениях с турками. С 1830 года был начальником штаба принца Вильгельма Прусского, который в то время был генерал-губернатором Нижнего Рейна и Вестфалии.
В 1835 году Ностиц занимал должность 2-го коменданта Берлина, в 1838 году произведён в генерал-лейтенанты. 9 июня 1840 года российский император Николай I пожалован Ностицу орден св. Александра Невского.
В 1847 году Ностиц оставил строевую службу, но тем не менее в 1849 году получил чин генерала от кавалерии, а 22 ноября 1850 года назначен на должность посланника в Ганновере.
В 1860 году вышел в отставку и скончался 28 мая 1866 года в своём имении Цобтен близ Лёвенберга в Силезии.

## Награды
Королевства Пруссия:
- Орден Красного орла 3-го класса (1810)[2]
- Железный крест 1-го (1814)[3] и 2-го класса на чёрной ленте
- Крест за выслугу лет[нем.] (1825)
- Орден «Pour le Mérite» с дубовыми листьями (5 ноября 1828)[4]
- Орден Красного орла 2-го класса с дубовыми листьями[5]; звезда к ордену с дубовыми листьями[6]
- Орден Красного орла 1-го класса с дубовыми листьями (1840)[7]
- Орден Чёрного орла (18 января 1852); введён в состав капитула ордена с вручением цепи (18 января 1853)[8]

Российской империи:
- Орден Святого Георгия 4-го класса (27 апреля 1814)[9]
- Орден Святого Владимира 3-й степени (25 января 1817)[10]
- Орден Святой Анны 1-й степени (22 июля 1826); алмазные украшения (6 сентября 1843)[11]
- Орден Святого Владимира 2-й степени (19 сентября 1828)[12]
- Орден Белого орла (12 октября 1838)[13]
- Орден Святого Александра Невского (9 июня 1840); алмазные украшения (6 сентября 1843)[14]

Прочие:
- Орден Меча, рыцарский крест (1-го класса) (24 апреля 1814, королевство Швеция)
- Княжеский орден Дома Гогенцоллернов, почётный крест 1-го класса
- Королевский Гвельфский орден, командорский крест (1821, королевство Ганновер)[15]
- Королевский Гвельфский орден, большой крест (1840, королевство Ганновер)[16]
- Орден Гражданских заслуг Баварской короны, большой крест (1842, королевство Бавария)[17]
- Династический орден Генриха Льва, большой крест
- Военный орден Марии Терезии, рыцарский крест (Австрийская империя)
- Австрийский императорский орден Леопольда, рыцарский крест (Австрийская империя)
- Орден Заслуг герцога Петра Фридриха Людвига, большой крест (25 сентября 1852, великое герцогство Ольденбург)[18]
- Орден Белого сокола, рыцарский крест (великое герцогство Саксен-Веймар-Эйзенах)
- Орден Белого сокола, командорский крест (2-го класса) (великое герцогство Саксен-Веймар-Эйзенах)